# Auto Union 1000 SP
Pour les articles homonymes, voir Auto Union, 1000 (homonymie) et SP.
L'Auto Union 1000 SP (SP pour Spezial, en allemand) est une version GT 2+2 des voitures Auto Union 1000 du constructeur automobile allemand Auto Union (futur Audi). Présentée au salon de l'automobile de Francfort 1957, elle est fabriquée à 6650 exemplaires jusqu'en 1965 (5000 coupés et 1640 cabriolets),.

## Historique
Le constructeur automobile allemand DKW présente cette voiture au salon de l'automobile de Francfort 1957, sous le nom d'Auto Union (acheté par Daimler-Mercedes-Benz en 1957) à titre de version GT de ses berlines Auto Union 1000, et consécutivement à son autre modèle coupé-sport DKW Monza (en)...

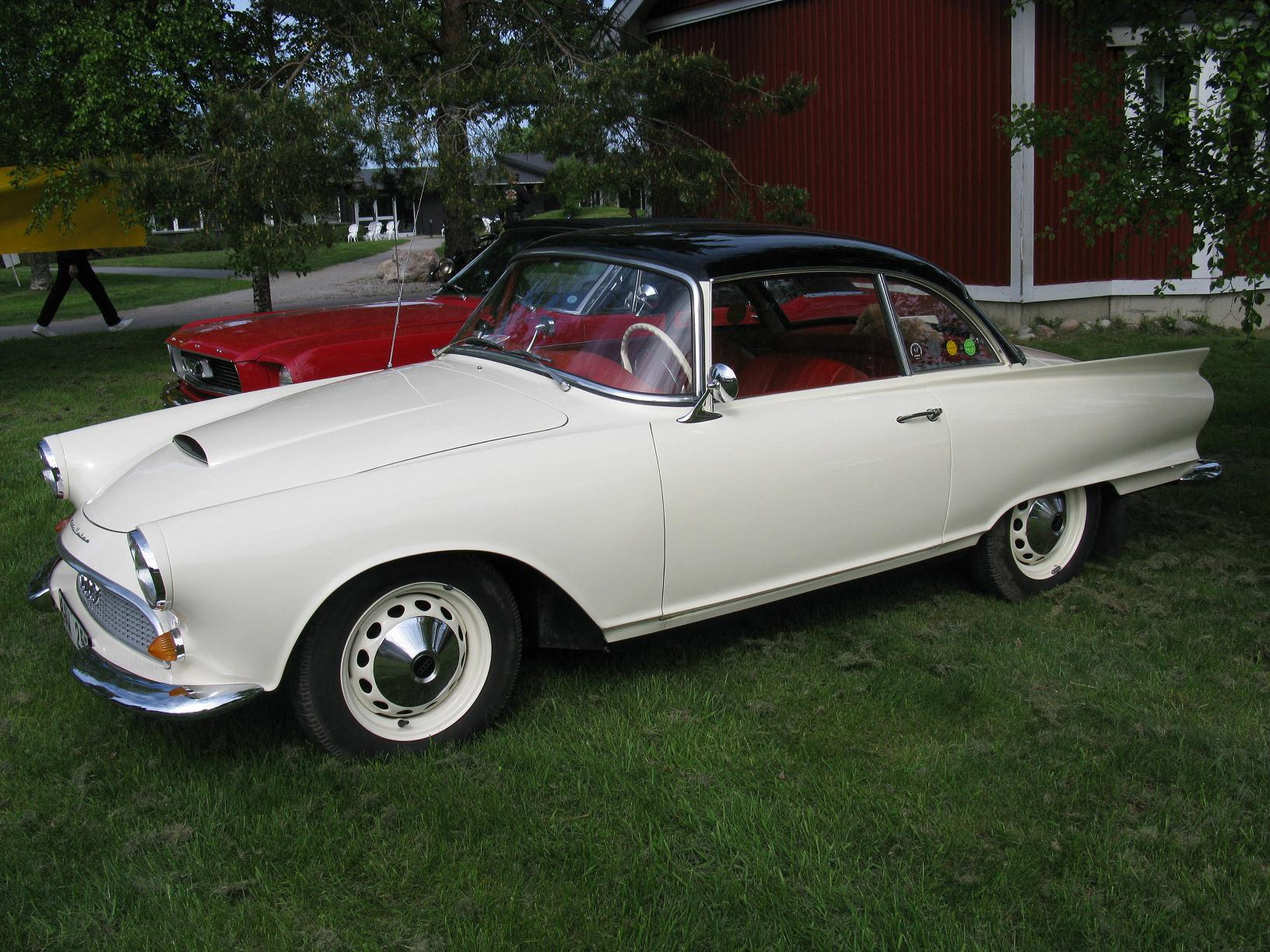
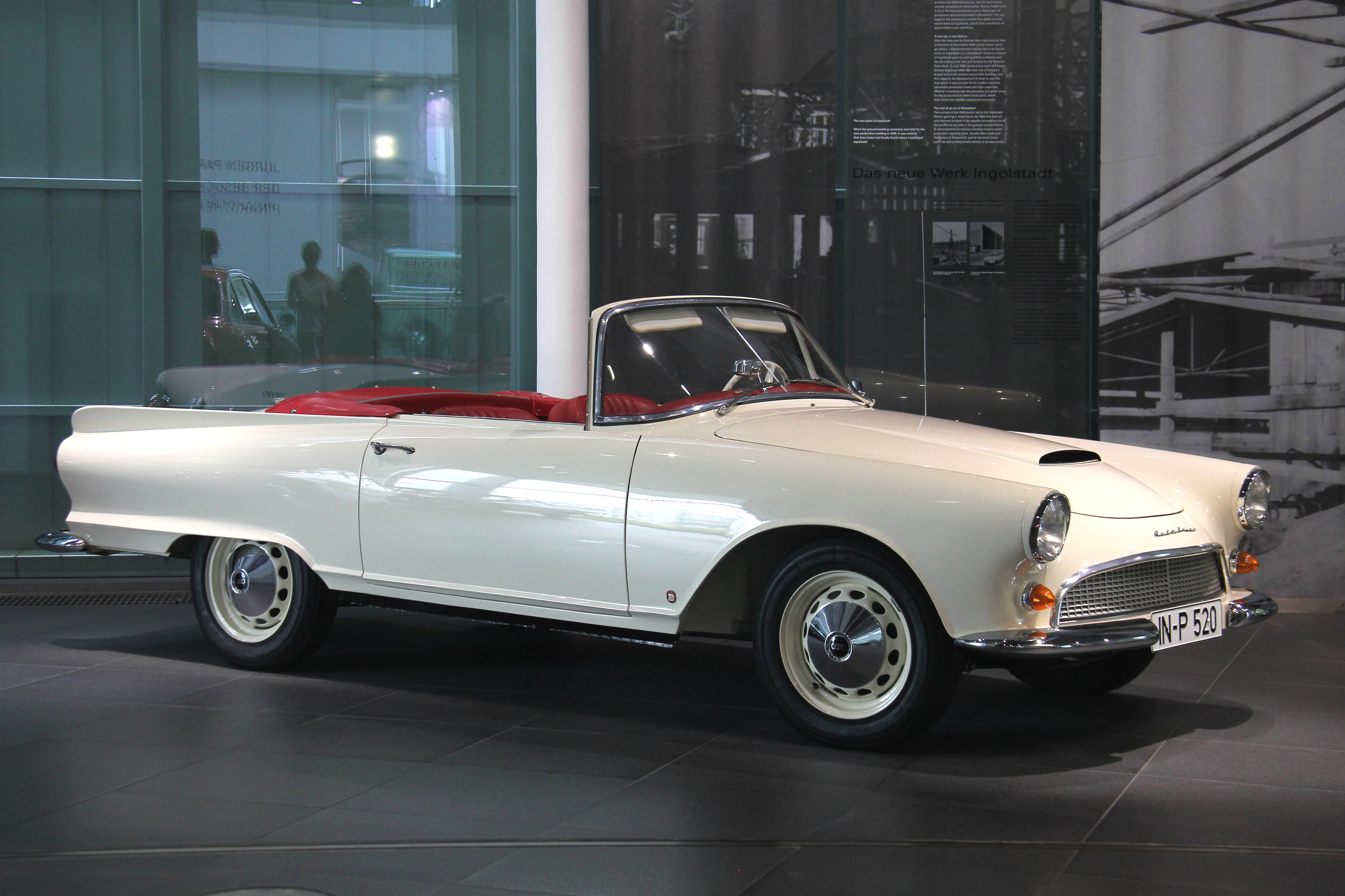
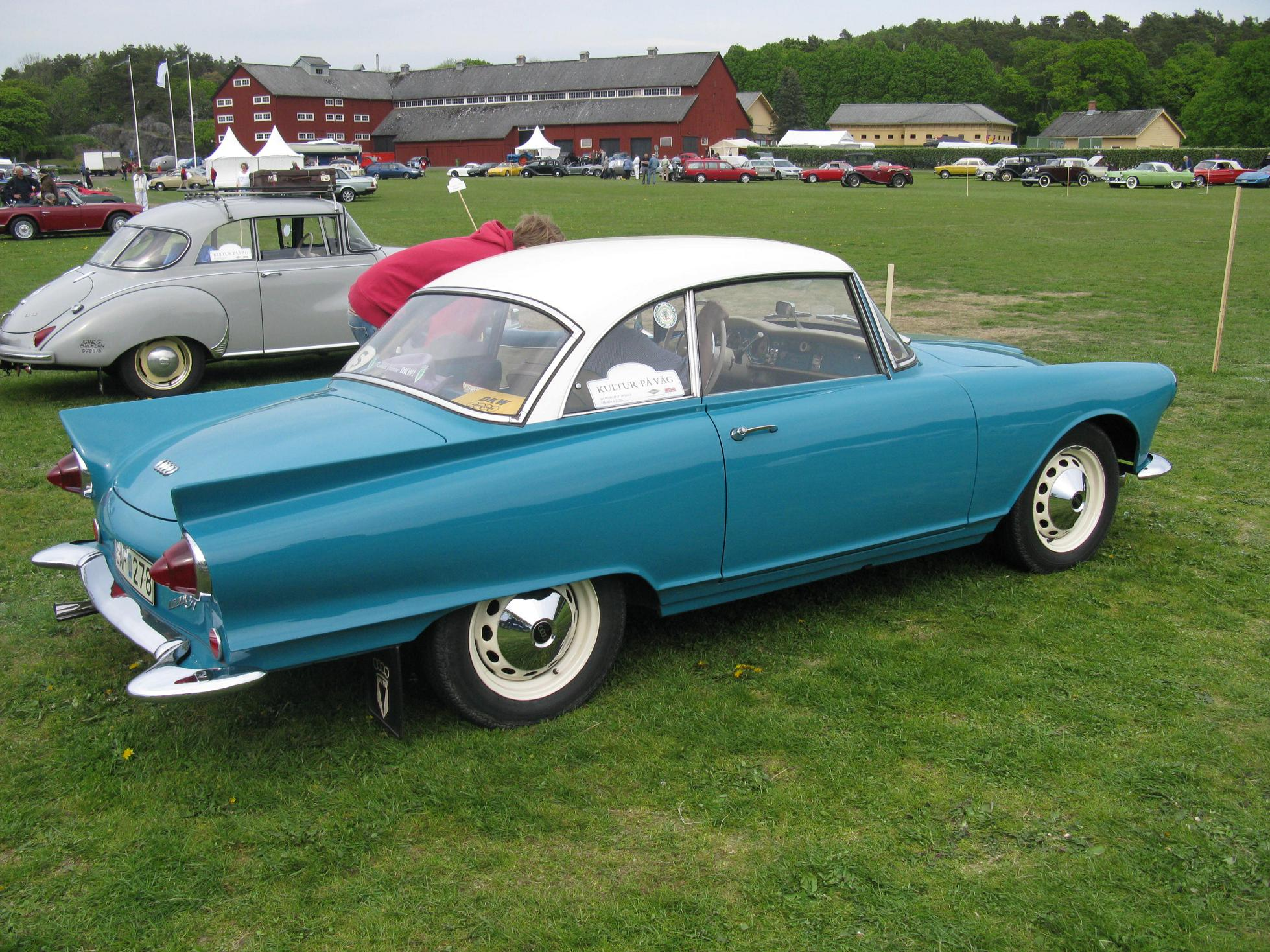

Le design de la carrosserie (fabriquée par la carrosserie Baur (en) de Stuttgart) est très inspiré des Ford Thunderbird américaines de 1955, dont elle reprend en particulier les ailes avant et arrière, et les feux arrière ronds,. 

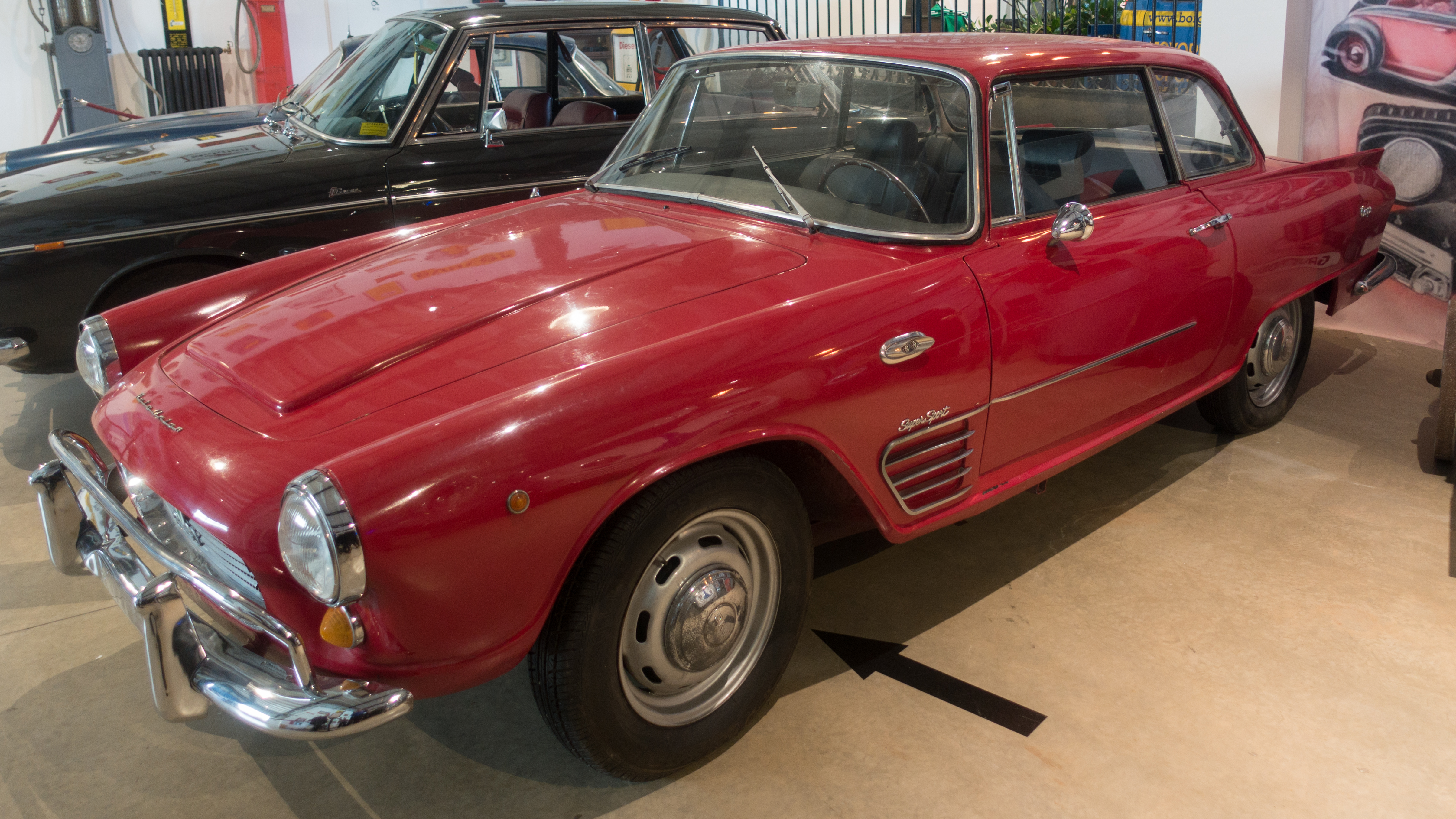
Auto Union 1000 SP  Fissore.
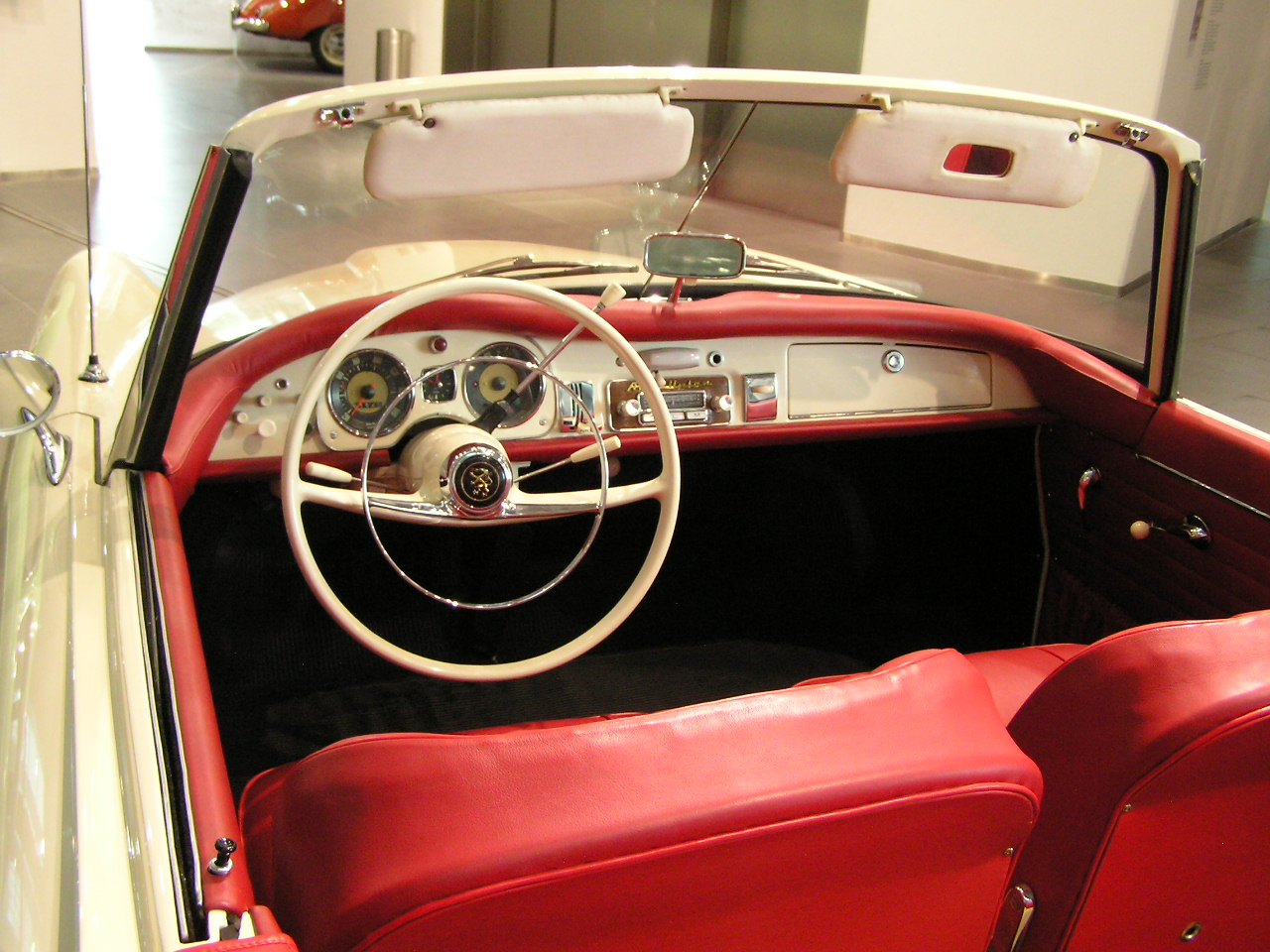
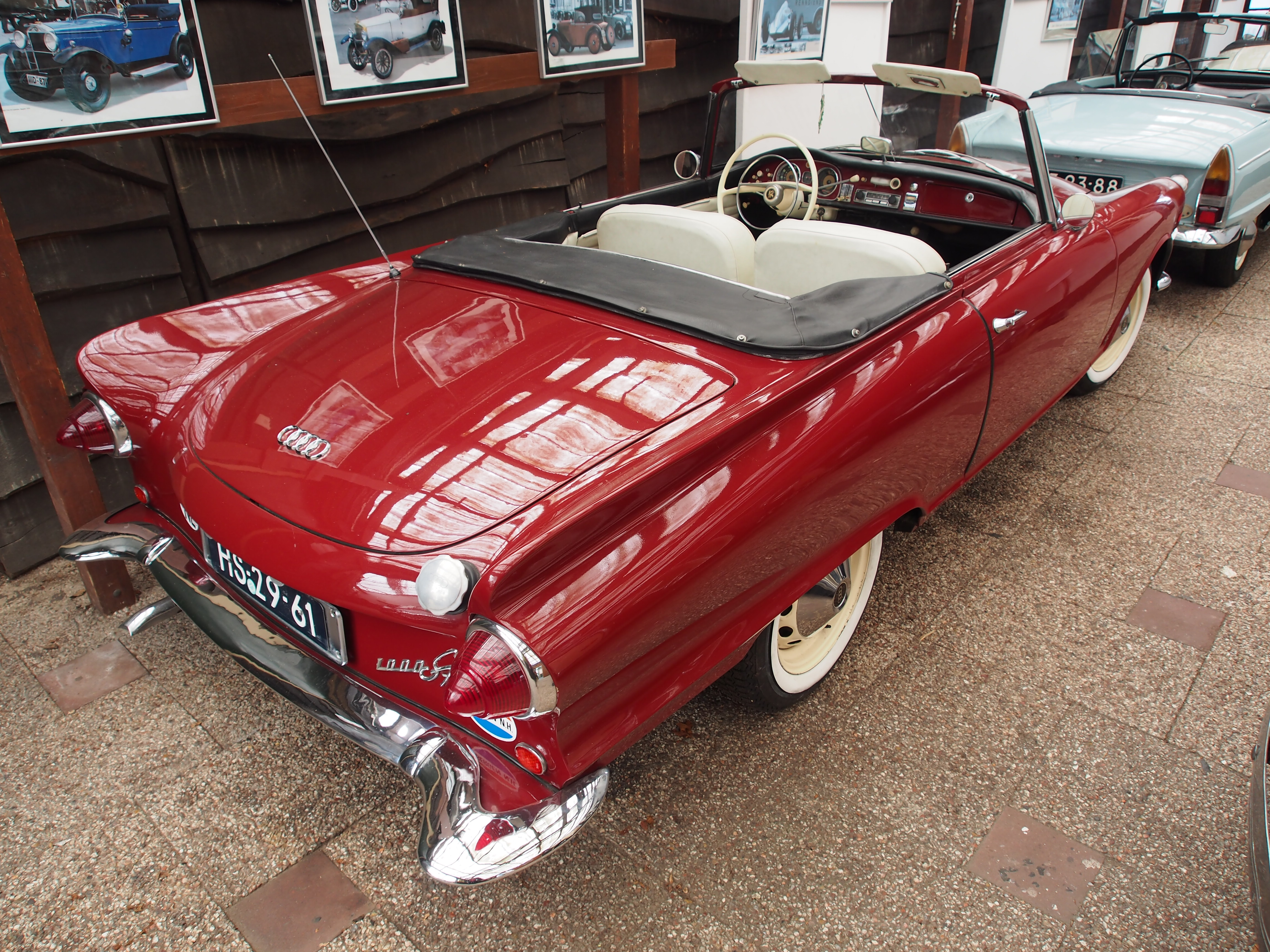

Elle est motorisée par le moteur DKW 3 cylindres en ligne deux temps de 981 cm³ d'Auto Union 1000, poussé à 55 ch par un carburateur double corps, pour 140 km/h de vitesse de pointe. Une série de 50 modèles sont produits en 1959 avec un moteur V6 deux temps de 1280 cm³.
La Volkswagen Karmann Ghia lui succède lorsque Volkswagen rachète la marque Auto Union en 1965.